# Abronia deppii
Espèce
Synonymes
- Gerrhonotus deppii Wiegmann, 1828

Statut de conservation UICN

 EN B1ab(iii) : En danger
L'Abronie de Deppe (Abronia deppii) est une espèce de sauriens de la famille des Anguidae.

## Répartition
Cette espèce est endémique du Mexique. Elle se rencontre dans les États de Mexico, du Guerrero et du Morelos.

## Étymologie
Cette espèce est nommée en l'honneur de Ferdinand Deppe.

## Publication originale
- Wiegmann, 1828 : Beiträge zur Amphibienkunde. Isis von Oken, vol. 21, no 4, p. 364-383 (texte intégral).